# Isla de Campeche
Isla de Campeche o «Isla del Campeche» (en portugués: Ilha do Campeche) La isla de Campeche se encuentra en el océano Atlántico, en la costa sur de Brasil, al este de la isla de Santa Catarina, en el municipio de Florianópolis. Está situada frente a la playa de Campeche, que probablemente le dio su nombre.
Con orientación norte-sur, ella mide alrededor de 1,5 km de largo y 500 m de ancho. Su superficie es de 0,38 kilómetros cuadrados. En la costa norte de la isla esta una pequeña playa de arena.
Allí se encuentran indicios de ocupación humana antigua, como grabados en las rocas (como en otras islas del archipiélago), por lo que es un sitio arqueológico conocido.
Sus playas son un excelente lugar para ir a pasar el día y ver el aguaee de color más turquesa de toda la zona. Su playa es tranquila, sin olas y llena de pecesitos para avistar. El cruce en lancha puede ser algo movido y tiene una duración de aproximadamente 40 minutos embarcando en Praia de Armação 
Reservar excursión a la Ilha do Campeche